# Veselá (Sedletín)
Veselá (německy Wessela) je malá vesnice, část obce Sedletín v okrese Havlíčkův Brod. Nachází se asi 0,5 km na jih od Sedletína. V roce 2009 zde bylo evidováno 35 adres. V roce 2001 zde trvale žilo 106 obyvatel.
Veselá leží v katastrálním území Veselá u Sedletína o rozloze 2,55 km2.

## Galerie

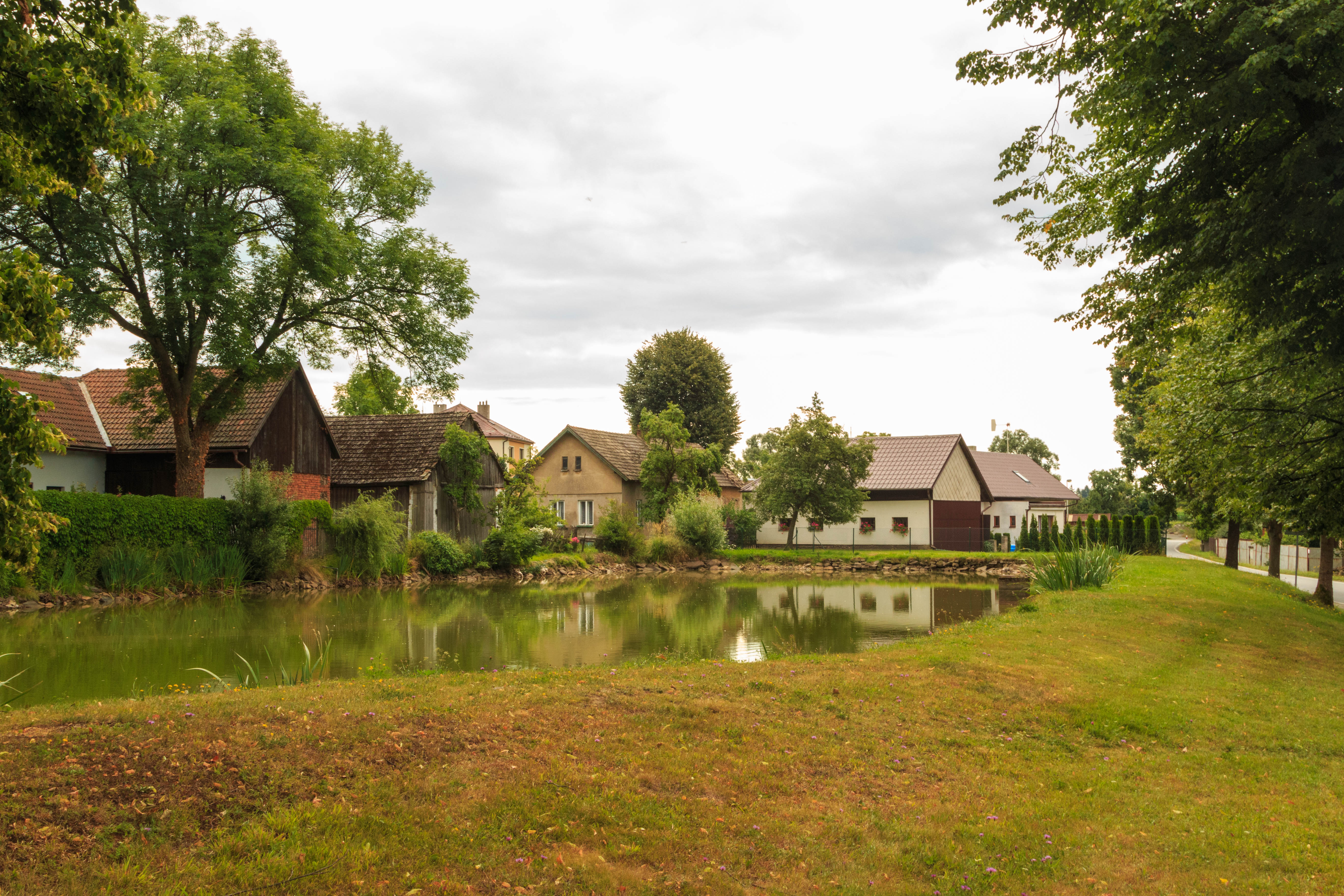
Veselá u Sedletína čp. 11
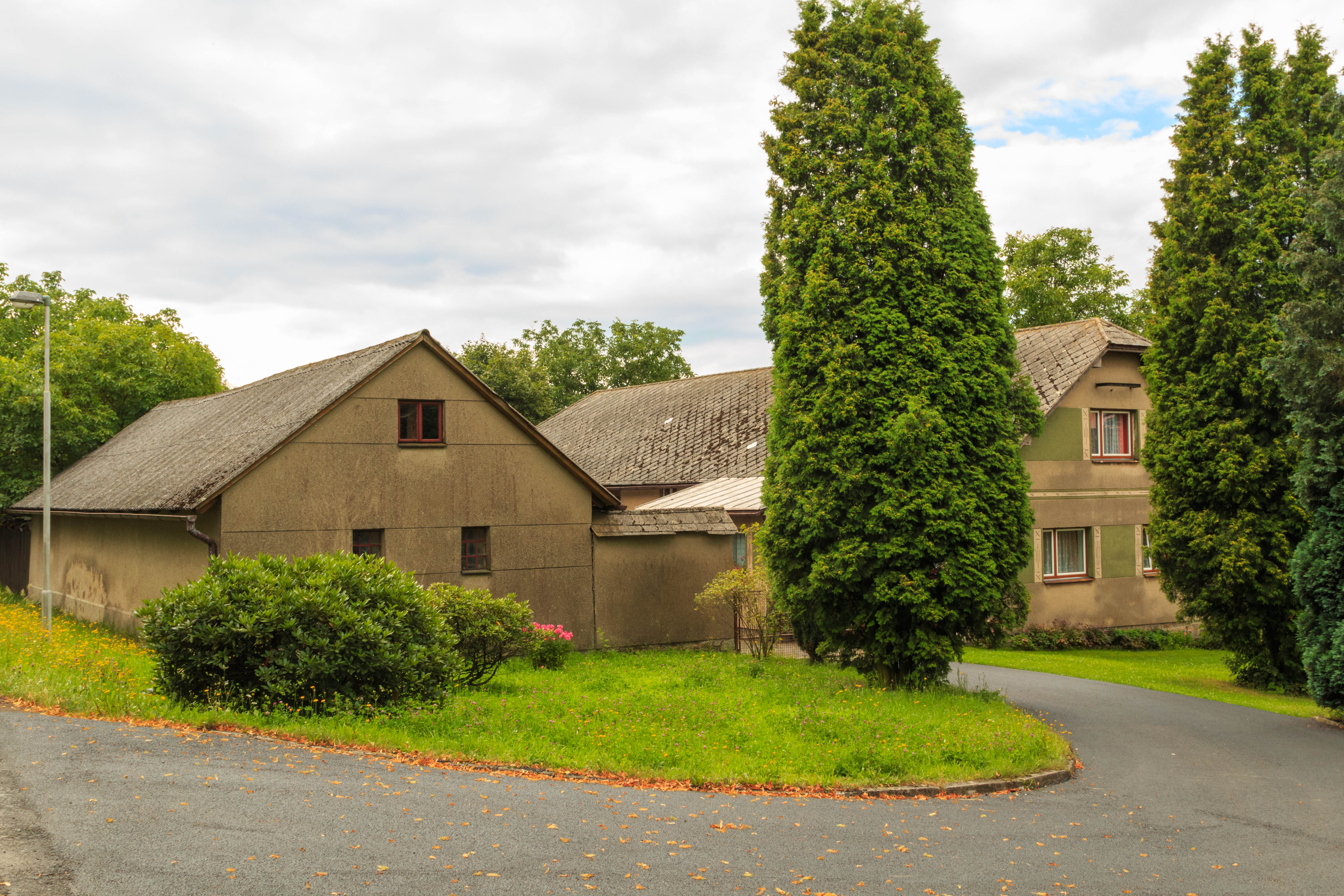
Veselá u Sedletína čp. 5
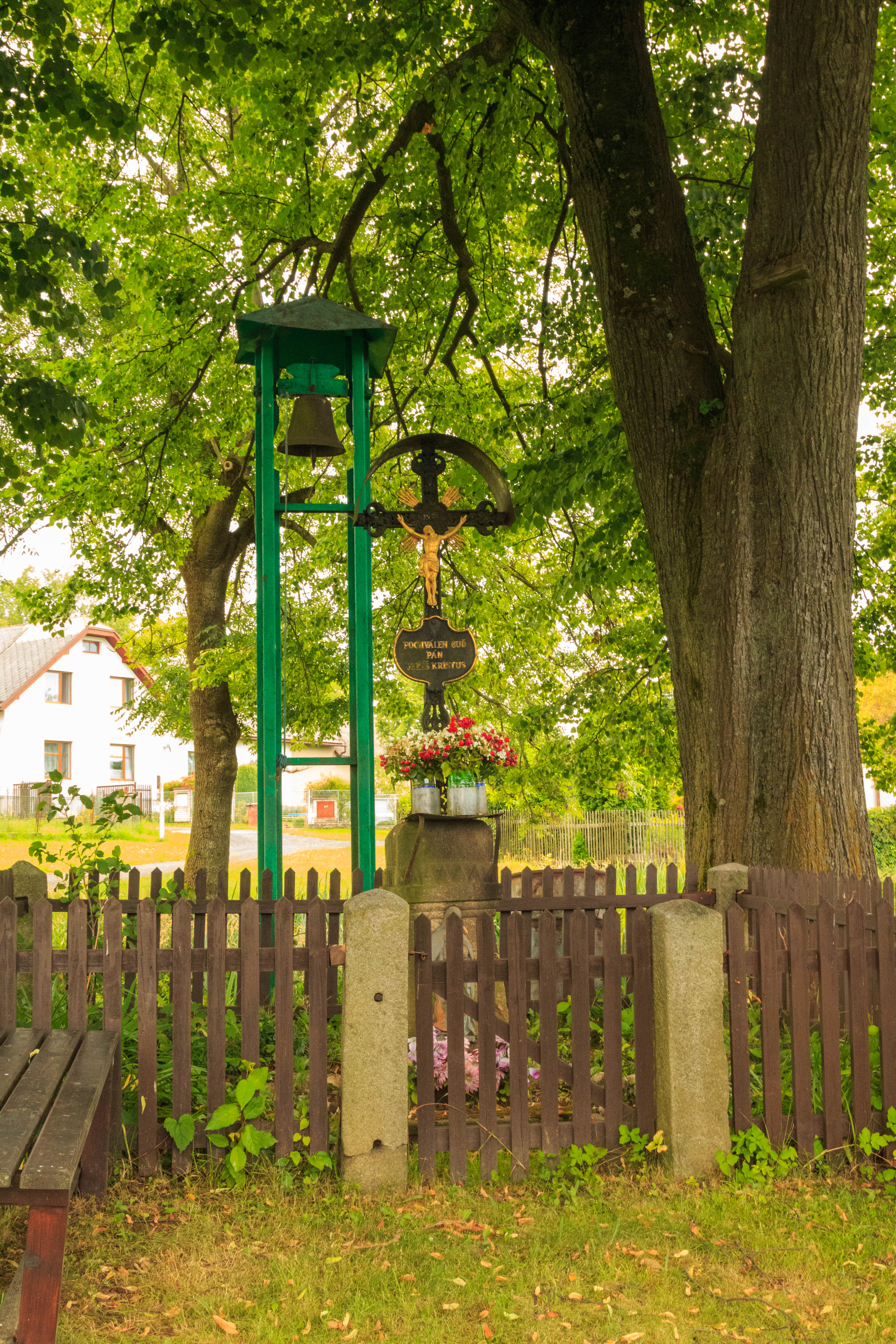
Veselá u Sedletína křížek
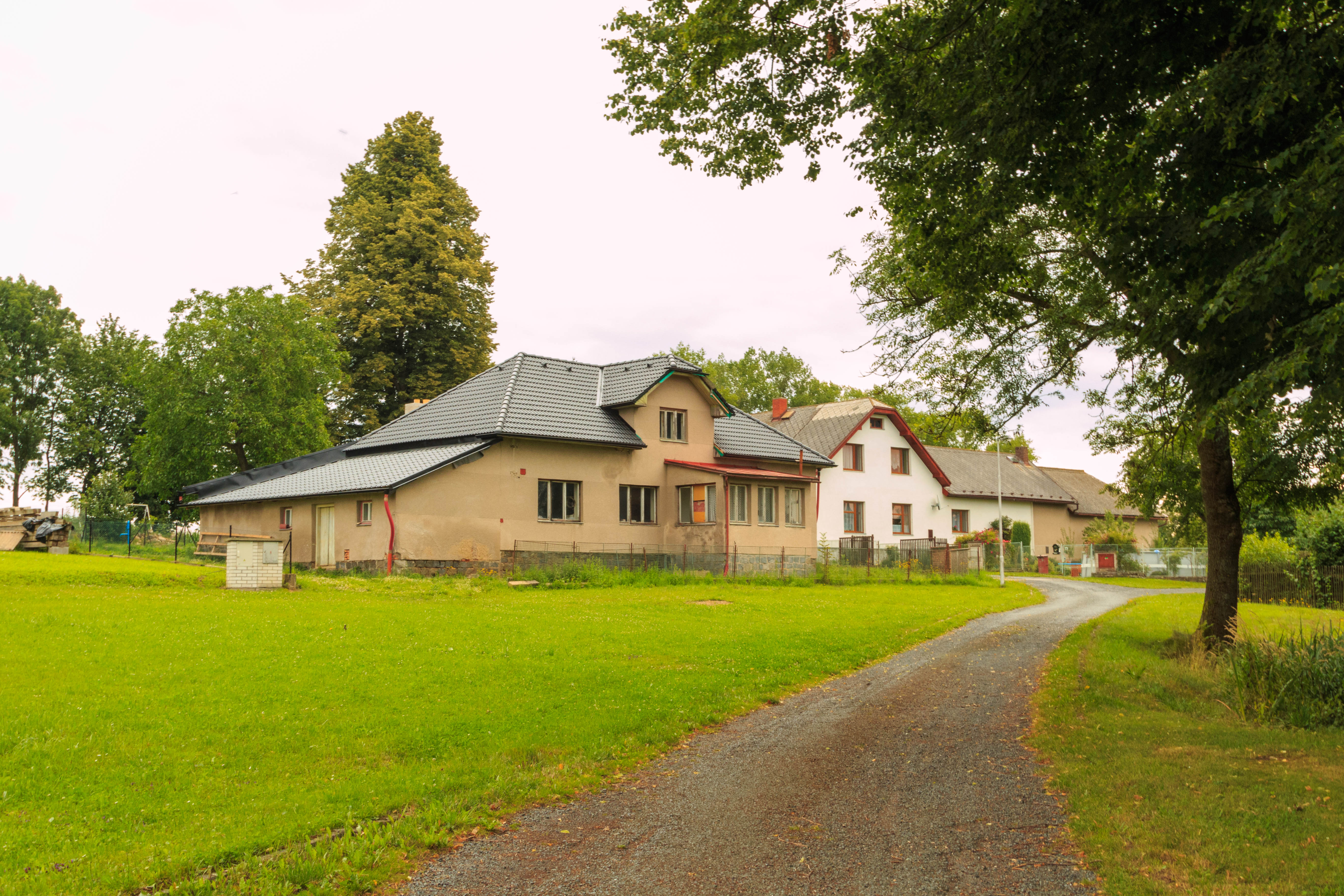
Veselá u Sedletína čp. 14